# Coigny
Coigny è un comune francese di 211 abitanti situato nel dipartimento della Manica, nella regione della Normandia.
Ha dato i natali a François de Franquetot de Coigny, maresciallo di Francia.

## Società

### Evoluzione demografica
Abitanti censiti